# Sax (fälla)

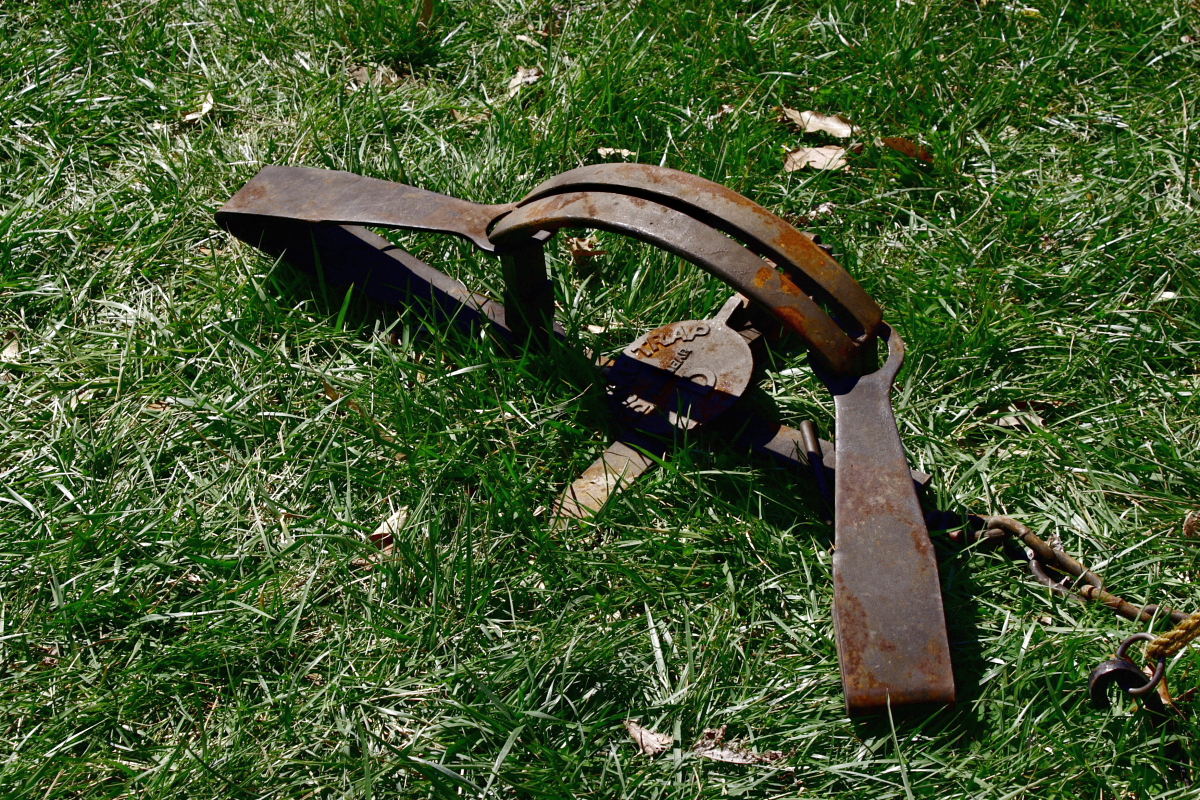
En björnsax.

En sax är en fälla som består av två metallskänklar, som slår ihop när saxen utlöses. Användningsområdet är framförallt för att fånga eller bekämpa rovdjur. Några varianter är rävsax och björnsax. Användandet är numera i många fall olagligt, bland annat är rävsaxen olaglig inom EU.
En sax kan även användas vid fiske som till exempel gäddsax. Även sådan sax är i vissa fall förbjuden. Den får dock användas av yrkesfiskare och av enskilda markinnehavare.